# Ioánnis Nikolaḯdis
Pour les articles homonymes, voir Nikolaïdis.
Ioánnis Nikolaḯdis (grec moderne : Ιωάννης Νικολαΐδης) est un joueur d'échecs grec né le 4 janvier 1971, grand maître international depuis 1995.
Au 1er mai 2020, il est le septième joueur grec avec un classement Elo de 2 535 points.

## Palmarès
Ioánnis Nikolaḯdis a remporté
- le championnat de Grèce en 1995 et 2017 ;
- le tournoi de Héliopolis en 1995 ;
- l'open de Nikaia en 2008[2].

Ioánnis Nikolaḯdis a représenté la Grèce lors de six championnats d'Europe par équipe de 1997 à 2017 et de huit olympiades (sept fois de suite entre 1994 et 2006, ainsi qu'en 2018). Lors de l'Olympiade d'échecs de 2018, Nikolaidis marqua 6 points sur 8 au quatrième échiquier, réalisant la sixième meilleure performance Elo à son échiquier (2 684 points Elo).